# Järva IS
Järva IS var en idrottsklubb från Ulriksdal i Sverige. Klubben grundades den 18 november 1906 och har främst varit verksam inom fotboll, bandy och friidrott, men även ishockey, orientering, skidlöpning och bowling. 
I friidrott satte man svenskt rekord i stafettlöpning 1000 m år 1924 och 1925, samt vann SM-guld på 4x400 m år 1927. Bland medlemmarna i klubben fanns Nils Engdahl, Harry Persson (kulstötning) och Åke Stenqvist.
I ishockey var föreningen bland pionjärerna och bidrog med (bandy)spelare till Sveriges första landslag vid OS i Antwerpen 1920. Dessutom deltog man i det första seriespelet som genomfördes i Sverige 1922. Året därpå spelade man i Klass II. Albin Jansson som spelade i föreningen har fått utmärkelsen Stor grabb.

### Fotnoter
1. ↑  ”JÄRVA IS”. Svenska Fotbollsklubbar. http://www.svenskafotbollsklubbar.se/showclub.php?clubid=1175. Läst 31 december 2021.
2. ↑  Carl Gidén (1992). Janne Stark. red. ”Ishockeyns barndom”. Årets Ishockey 1992 (Vällingby: Strömberg/Brunnhages Förlag):  sid. 100–102. ISSN 0282-860X.